# By the Way
 Der er for få eller ingen kildehenvisninger i denne artikel, hvilket er et problem. Du kan hjælpe ved at angive troværdige kilder til de påstande, som fremføres i artiklen.

By the Way er det ottende studiealbum fra det amerikanske alternative rockband Red Hot Chili Peppers.

## Historie og modtagelse
Der gik 3 år og så var Red Hot Chili Peppers tilbage i studiet.
De store forventninger gik i opfyldelse, men det var en skuffelse for mange af de gamle fans, som elskede dem grundet deres gamle Rocklyd. 
Albummet var mere stille.
Albummet var det første bandet udgav efter alle 4 bandmedlemmer var blevet stoffri.
Med hits som By The Way, publikumsfavoritten, Can't Stop, Universally Speaking og The Zephyr Song solgte albummet nu alligevel godt.

## Spor
| 1.    | "By the Way"                 | 3:37 |
| 2.    | "Universally Speaking"       | 4:19 |
| 3.    | "This Is the Place"          | 4:17 |
| 4.    | "Dosed"                      | 5:12 |
| 5.    | "Don't Forget Me"            | 4:37 |
| 6.    | "The Zephyr Song"            | 3:52 |
| 7.    | "Can't Stop"                 | 4:29 |
| 8.    | "I Could Die for You"        | 3:13 |
| 9.    | "Midnight"                   | 4:55 |
| 10.   | "Throw Away Your Television" | 3:44 |
| 11.   | "Cabron"                     | 3:38 |
| 12.   | "Tear"                       | 5:17 |
| 13.   | "On Mercury"                 | 3:28 |
| 14.   | "Minor Thing"                | 3:37 |
| 15.   | "Warm Tape"                  | 4:16 |
| 16.   | "Venice Queen"               | 6:07 |
| 68:46 |                              |      |

| iTunes bonus tracks | iTunes bonus tracks | iTunes bonus tracks | iTunes bonus tracks | iTunes bonus tracks | iTunes bonus tracks | iTunes bonus tracks | iTunes bonus tracks | iTunes bonus tracks | iTunes bonus tracks |
| #                   | Titel               | Længde              |                     |                     |                     |                     |                     |                     |                     |
| ------------------- | ------------------- | ------------------- | ------------------- | ------------------- | ------------------- | ------------------- | ------------------- | ------------------- | ------------------- |
| 17.                 | "Runaway"           | 4:30                |                     |                     |                     |                     |                     |                     |                     |
| 18.                 | "Bicycle Song"      | 3:23                |                     |                     |                     |                     |                     |                     |                     |
| 76:39               |                     |                     |                     |                     |                     |                     |                     |                     |                     |